# Harry Hentenaar

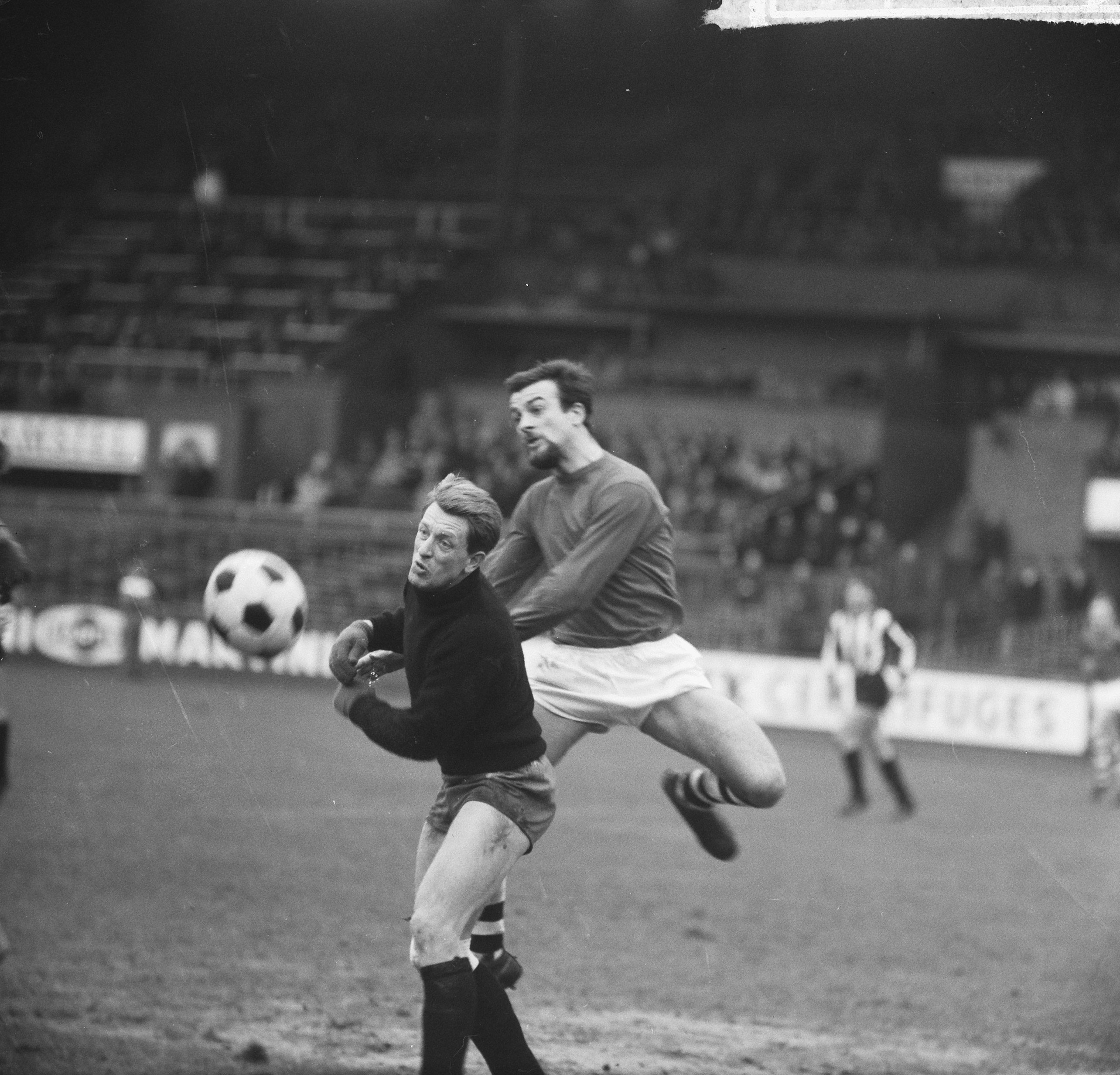
Harry Hentenaar (links) en Bert Slesser in 1964

Harry Hentenaar (Gorinchem, 26 mei 1936 – 21 april 2019) was een Nederlands voetballer. 

## Loopbaan
Als doelman  speelde hij voor GVV Unitas, D.F.C., BV De Graafschap en SC Heracles. Met De Graafschap werd hij in het seizoen 1968/69 kampioen van de Tweede divisie. 
Hentenaar overleed in 2019 op 82-jarige leeftijd.